# محوطه مریان ۱۰
محوطه مریان ۱۰ در شهرستان طوالش، بخش مرکزی، روستای مریان واقع شده و این اثر در تاریخ ۲۷ بهمن ۱۳۸۲ با شمارهٔ ثبت ۱۱۰۰۹ به‌عنوان یکی از آثار ملی ایران به ثبت رسیده است.